# 是拉差龍虎園

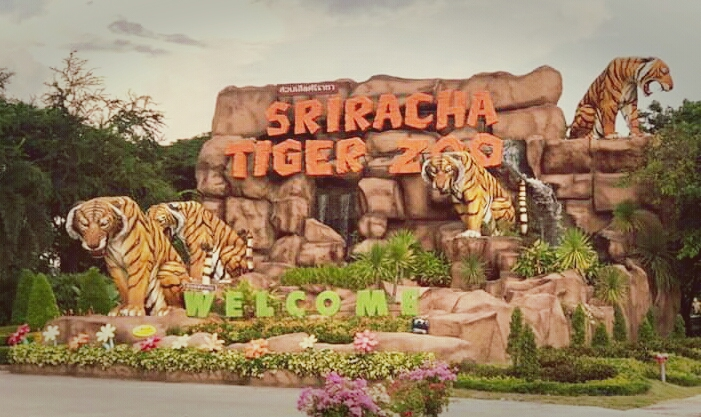

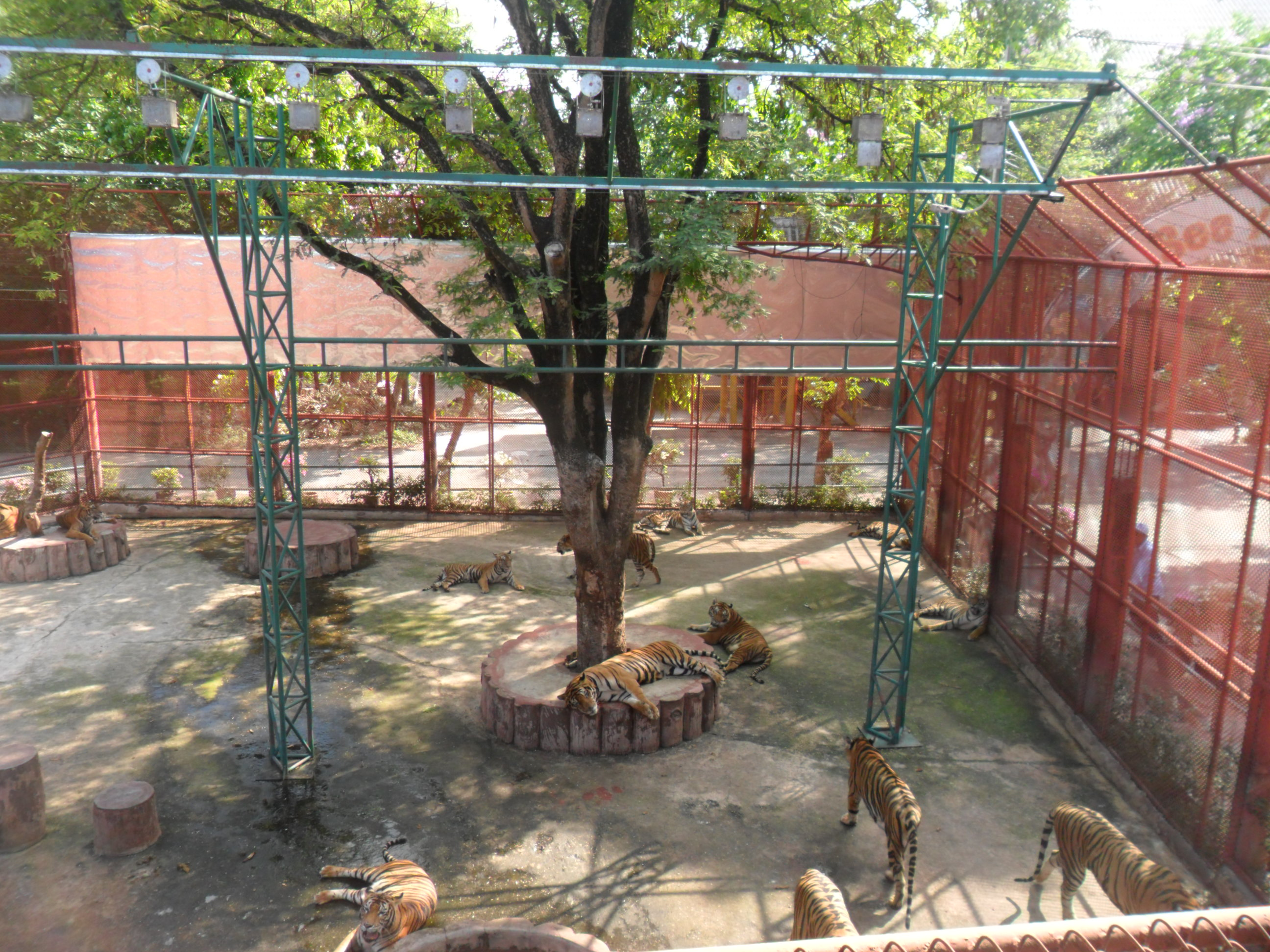

是拉差龍虎園（英語：Sriracha Tiger Zoo）位於泰國的春武里府之是拉差村。它在1997年4月23日週三開幕，是亞洲最大的虎公園，佔地約100多公頃，飼養由200多隻孟加拉虎及超過100,000尾鱷。也有其它類的動物，例如：馬、象、駱駝、羊、蛇、猴等。

## 表演
每天上午11時、下午1時30分及3時30分設有「老虎 Show」表演，馴獸師與老虎一起表演馬戲。

## 外部連結
- 是拉差龍虎園的官方網站 （页面存档备份，存于）

13°08′57″N 101°00′45″E / 13.14917°N 101.01250°E